# Anacompsa mastrucata
Anacompsa mastrucata är en kackerlacksart som beskrevs av Rehn, J. A. G. 1922. Anacompsa mastrucata ingår i släktet Anacompsa och familjen Polyphagidae. Inga underarter finns listade i Catalogue of Life.